# Édouard Du Puy
Jean Baptiste Édouard Louis Camille Du Puy (Corcelles-Cormondrèche prop del Cantó de Neuchâtel vers el 1770 – Estocolm, 3 d'abril de 1822), nascut a Suïssa fou un cantant, compositor, director, i violinista. Va viure i treballà a Copenhaguen i Estocolm entre 1793 i la seva mort el 1822.
A l'edat de tretze anys fou enviat a París, on Chabran li donà llións de violí i Dussek li ensenyà a tocar el piano, fen tals progressos, que encar no havia complert ells setze anys, va poder desenvolupar les funcions de mestre de concerts del príncep Enric de Prússia a Rheimberg. El 1793, després d'haver recorregut Alemanya i estudiat la composició amb Fasch, entrà com a cantant en l'òpera d'Estocolm. El 1799 es traslladà a Copenhaguen, ones distingí, no solament com a músic, sinó com a militar, ja que s'allistà com a voluntari en el cos de defensa de la plaça, llavors assetjada i bombardejada pels anglesos (1801), lluità amb esforç, sent nomenat tinent. El 1810 tornà a Estocolm, després d'haver romàs una temporada a París, i, el 1812, fou nomenat mestre de capella de la cort.
A més d'un gran nombre de peces i composicions instrumentals, escriví tres òperes: Une Folie, Felicie i Bjorn Jarnsida, òpera sueca, que no va poder veure acabada perquè va morir alguns dies abans. També és notable la música fúnebre que va compondre per al servei del rei Carles XIII i la seva esposa la reina Carlota.